# Heinrich-Heine-Universität Düsseldorf
Heinrich-Heine-Universität (forkortet HHU) er et universitet, der er beliggende i Düsseldorf, Tyskland. Universitetet har cirka 36.000 studerende.
Universitetet er opstået fra universitetsklinikken i byen (Düsseldorfer Akademie für praktische Medizin, grundlagt 1907) og er stadig nært forbundet med denne. Det blev etableret i 1966 og fik sit nuværende navn i 1988 efter den tyske forfatter Heinrich Heine.
Heinrich-Heine-Universität er opbygget med fem fakulteter: Medicin, jura, matematik og naturvidenskab, erhvervsstudier og økonomi samt humaniora.

## Æresdoktorer
Der er flere æresdoktorer ved Heinrich-Heine-Universität Düsseldorf, blandt andet landets tidligere præsident Johannes Rau og Paul Spiegel (11. februar 2004).